# Мисько Еммануїл Петрович

Пам'ятник Тарасові Шевченку в селі Іване-Пусте

Еммануї́л Петро́вич Мисько́ (21 травня 1929, Устрики-Долішні, нині Польща — 12 березня 2000, Львів) — український скульптор. Батько кераміста Ореста Миська, скульпторів Юрія Миська та Романа Миська,  музикознавиці Роксолани Мисько-Пасічник. Дід українського співака і музиканта Гордія Старуха.

## Життєпис
Народний художник УРСР (1978). Дійсний член Академії мистецтв України (від 1996). Лауреат Державної премії ім. Т. Шевченка (1972).
Увесь життєвий і творчий шлях Миська пов'язаний зі Львовом. Тут він здобув художню освіту — 1956 закінчив Львівський інститут прикладного та декоративного мистецтва (педагог І. Севера). Як скульптор Мисько — майстер портретного жанру української пластики другої половини XX століття, автор галереї портретів відомих учених, художників, письменників, громадських діячів.
Довголітній голова Львівської Спілки художників, він наприкінці 1980—х очолював Фонд культури. Мисько — академік-засновник Академії мистецтв України. Член комітетів республіканських виставок 1976 і 1980 років.
Понад десятиліття очолював Львівський інститут прикладного і декоративного мистецтва (нині Львівська національна академія мистецтв).
Помер у Львові 12 березня 2000 року. Похований на Личаківському цвинтарі, поле № 67.
Монументальні роботи

Пам'ятник Іванові Франку в Дрогобичі

- Пам'ятник із бронзовим рельєфом на могилі Михайла Возняка на Личаківському цвинтарі, поле № 1 (1955)[7].
- Пам'ятник Тарасові Шевченку на вулиці Личаківській у Львові (березень 1960, співавтор Яків Чайка)[8].
- Пам'ятник Тарасові Шевченку в Лозівці (липень 1960, співавтор Яків Чайка)
- Пам'ятник Іванові Франку в Львові. 1964 рік, граніт, висота 13 м. Співавтори Валентин Борисенко, Дмитро Крвавич, Василь Одрехівський, Яків Чайка, архітектор Андрій Шуляр[9].
- Пам'ятник Іванові Франку в Дрогобичі. 1966 рік, співавтори Яків Чайка, Василь Одрехівський, архітектори Ярослав Новаківський і Анатолій Консулов[10].
- Пам'ятники полеглим у селах Волоща (1967[11], співавтори скульптор Ярослав Мотика, архітектор Олександр Матвіїв[12]), Ясениця-Сільна (1974, архітектор Олександр Матвіїв, скульптор Ярослав Мотика)[11], Хлівчани (1979, архітектор Мирон Вендзилович).[13].
- Пам'ятник Володимирові Леніну в селі Опори (1967)[11].
- Монумент бойової слави радянських Збройних сил на вулиці Стрийській у Львові (1969—1970, граніт, базальт, бронза). Співавтори скульптори Дмитро Крвавич, Ярослав Мотика, Олександр Пирожков, архітектори Аполлон Огранович і Мирон Вендзилович. Роботу відзначено 1972 року Державною премією УРСР ім. Шевченка, а 1974-го — золотою медаллю ім. Грекова Академії мистецтв СРСР[14].
- Пам'ятник Олександрові Гаврилюку у сквері між вулицями Лисенка, Просвіти і Тараса Бобанича у Львові (1982). Співавтори Дмитро Крвавич, архітектор Мирон Вендзилович[15].
- Конкурсний проєкт другої черги будівництва меморіалу на Марсовому полі — статуї св. Георгія Переможця на коні. 1985 рік, архітектор Василь Каменщик. Проєкт відзначено премією, не реалізовано[16].
- Скульптурна композиція «Сад світової культури» в Івано-Франковому (1986, співавтор Йосип Садовський)[17].
- Пам'ятний знак льотчику, Герою Радянського Союзу Михайлові Лиховиду у Магерові. 1983 (архітектор Володимир Блюсюк)[18]
- Пам'ятний знак радянським льотчикам у Джанкої (архітектор Володимир Блюсюк)[19].
- Скульптурні композиції інтер'єру головної пошти у Львові: «Голуб Ярославни», «Історія Пошти», «Космос і пошта», «Телефон і телеграф». Виконані у матеріалі Романом Миськом під час реконструкції 1973–1975 років за проектом Аполлона Ограновича[20].

Портрети
- Федора Нірода (1957).
- Олени Кульчицької (1960, дерево, 43×36×28, Національний музей у Львові)[21].
- Олекси Новаківського (1960, дерево, 87×85×70,5, Національний музей у Львові).[21]
- Івана Франка (1964).
- Леопольда Левицького (1966).
- Скульптора Володимира Петрова (1968, тонований гіпс, 40×28×30).[22].
- Письменника Петра Козланюка (1969, кована мідь, 60×35×40)[22].
- Портрет Чакмакчяна  (1969, тонований гіпс, 30×22×25)[22].
- Письменника Романа Іваничука (1969, тонований гіпс, 55×30×35)[22].
- Письменника Володимира Гжицького (1970, тонований гіпс, 65×75×45)[22].
- Василя Стефаника (1971).
- Портрет Героя Соціалістичної Праці доярки О. Солотви (1973, шамот, 60×75×40[23], за іншими даними тонований гіпс[24]).
- «В. Стефаник», медаль (не пізніше 1974)[25].
- «М. Кузнецов», медаль (не пізніше 1974)[26].
- «В. І. Ленін» 1975, тонований гіпс, 83×66×64 (співавтор Любомир Лесюк)[27].
- Портрет Героя Соціалістичної Праці О. Пустовійта (1975, шамот, 69×39×57)[28].
- Портрет білоруського поета Г. Буравкіна (1975, шамот, 48×38×42).[28].
- Портрет директора Великомостівської шахти № 5 Володимира Григор'єва 1976, тонований гіпс, 92×77×60[27].
- Портрет Івана Волоса, майстра цеху ЛАЗ (1976, тонований гіпс, 75×45×45[29], за іншими даними — шамот[30]).
- Портрет казашки (1977, шамот, 37×46×45)[29].
- Романа Лубківського (1977, шамот, 50×42×48)[31].
- Портрет білоруського графіка Г. Поплавського (1977, шамот, 45×30×35)[29].
- Портрет єреванського архітектора Каріне (1977, шамот, 42×50×48, Львівська галерея мистецтв)[32].
- Портрет слюсаря ЛАЗ, заслуженого механізатора М. Стогула (1977, тонований гіпс, 46×32×40)[29].
- Депутата Верховної Ради СРСР Г. Жарко (1979, тонований гіпс, 45×41×45)[33].
- Портрет Героя Соціалістичної Праці Н. Вереніцина (1980, шамот, 67×65×38)[34].
- Портрет академіка Я. Підстригача (1980, шамот, 80×40×50)[34].
- Портрет югославської поетеси Десанки Максимович (1981, тонований гіпс, 71×45×38)[35].
- «Портрет В. В. Яшина» (1982, тонований гіпс, 70×63×32)[36].
- Портрет Героя Радянського Союзу Ф. Моріна (1982, тонований гіпс, 96×45×50)[37].
- Портрет І. Ф. Якурнова (1984, тонований гіпс, 63×23×28)[37].
- Портрет ветерана війни і ветерана праці полковника Д. Ф. Воротинцева (1984, тонований гіпс, 45×20×31)[37].
- Портрет письменника Р. Федоріва (1984, шамот, 60×60×38)[38].
- Портрет Героя Радянського Союзу М. Лиховида (1985, тонований гіпс, 62×59×29)[37].
- Портрет Р. Іваничука (1985, теракота, 74×53×49)[39].
- Портрет Р. Іваничука (1986, тонований гіпс, 73×50×45)[38].
- Портрет Д. Павличка (1986, тонований гіпс, 70×84×43)[38].
- І. Франко (1986, тонований гіпс, 220×90×70)[38].
- Кардинала Йосифа Сліпого.
- Я. Музики.
- О. Гончара.
- П. Жолтовського.
- С. Гординського.
- Данила Галицького.

Меморіальні таблиці
- Лесі Українці на вулиці, названій її іменем у Львові (1971, архітектор Мирон Вендзилович)[40].
- Олексі Новаківському на вулиці Листопадового чину, 11 (1972)[41].
- Леопольдові Левицькому на вулиці Устияновича, 10 у Львові (1973)[42].
- Соломії Крушельницькій на вулиці Крушельницької, 23 (1973)[43].
- Антінові Манастирському на вулиці Кармелюка, 9 у Львові (1978)[44].
- Таблиця на дзвіниці костелу у Дрогобичі на честь звільнення міста загонами Богдана Хмельницького (1979)[10].
- Таблиця із горельєфом Ярослави Музики на вулиці Винниченка, 26 у Львові (1994, бронза, архітектор Василь Каменщик)[45].
- Іларіонові Свєнціцькому на вулиці Драгоманова, 42 (1996)[46].
- Ростиславові Братуню на вулиці Грицая, 8 у Львові (1998, бронза, архітектор Василь Каменщик)[47].

## Вшанування
Рішенням виконавчого комітету Львівської міської ради від 18 серпня 2022 року вулицю Михайла Врубеля в Сихівському районі міста Львова було перейменовано на честь Еммануїла Миська.